# IC 4040
IC 4040 је спирална галаксија у сазвјежђу Береникина коса која се налази на листи објеката дубоког неба у Индекс каталогу.
Деклинација објекта је + 28° 3' 24" а ректасцензија 13h 0m 38,1s. Привидна величина (магнитуда) објекта IC 4040 износи 14,8 а фотографска магнитуда 15,5. IC 4040 је још познат и под ознакама MCG 5-31-85, CGCG 160-252, IRAS 12582+2819, DRCG 27-169, KUG 1258+283, PGC 44792 ?, PGC 44789.